# Лорел Лејк (Њу Џерзи)
Лорел Лејк (енгл. Laurel Lake) насељено је место без административног статуса у америчкој савезној држави Њу Џерзи.

## Демографија
По попису из 2010. године број становника је 2.989, што је 60 (2,0%) становника више него 2000. године.
| Група             | 2000.         | 2010.         |
| Белци             | 2.697 (92,1%) | 2.590 (86,7%) |
| Афроамериканци    | 51 (1,7%)     | 111 (3,7%)    |
| Азијати           | 4 (0,1%)      | 16 (0,5%)     |
| Хиспаноамериканци | 126 (4,3%)    | 195 (6,5%)    |
| Укупно            | 2.929         | 2.989         |